# 476 هـ
476 هـ هي سنة في التقويم الهجري امتدت مقابلةً في التقويم الميلادي بين سنتي 1083 و1084.

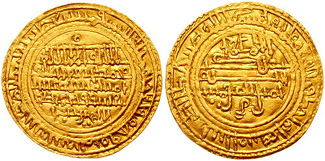
عملة ذهبية سكت في عهد علي بن يوسف.

## مواليد
- القاضي عياض
- علي بن يوسف بن تاشفين
- عيسى بن الملجم الأزدي

## وفيات
- أبو إسحاق الشيرازي
- ابن نباتة الفارقي